# 布羅德威爾鎮區 (伊利諾伊州洛根縣)
布羅德爾鎮區（英語：Broadwell Township）是位於美國伊利諾伊州洛根縣的一個行政鎮區。

## 地方資料
根據2010年美國人口普查的數據，布羅德爾鎮區的面積為86.50平方千米，當中陸地面積為85.20平方千米，而水域面積為1.30平方千米。當地共有人口3589人，而人口密度為每平方千米41.49人。